# Udo Mai
Udo Mai (* 29. Juli 1967 in Üchtelhausen; † 31. März 2015 in Holzkirchen) war ein deutscher Fußballtorwart.

## Spielerkarriere
Nach den Stationen DJK Üchtelhausen und 1. FC Schweinfurt 05 begann Udo Mais Profikarriere bei der SG Wattenscheid 09, wo er von 1989 bis 1994 spielte. Er debütierte in der 2. Bundesliga am 13. Mai 1990 gegen Preußen Münster (0:1) und stieg mit der Mannschaft am Ende der Saison in die Bundesliga auf. Dort hatte er längere Phasen als Stammtorhüter. 1994 wechselte er zum FC Schalke 04, bestritt dort allerdings kein Spiel im Profiteam und ging ein Jahr später zur SpVgg Unterhaching. Auch hier war er meistens Ersatztorhüter, hinter Jürgen Wittmann. Bei den Oberbayern spielte er bis zur Saison 1999/2000. Danach ließ er seine Karriere beim 1. FC Miesbach ausklingen.
Udo Mai starb am 31. März 2015 im Alter von 47 Jahren.

## Statistik
| Liga          | Spiele (Tore) |
| ------------- | ------------- |
| 1. Bundesliga | 77 (0)        |
| 2. Bundesliga | 25 (0)        |
| Wettbewerb    |               |
| DFB-Pokal     | 02 (0)        |